# اکسی (خواننده)
چو سو جونگ (کره‌ای: 추소정؛ زادهٔ ۶ نوامبر ۱۹۹۵) که بیشتر با نام هنری اکسی (انگلیسی: Exy) شناخته می‌شود، رپر، خواننده، ترانه‌پرداز و بازیگر اهل کره جنوبی است. او به عنوان یکی از اعضای گروه دخترانه کازمیک گرلز فعالیتش را آغاز کرد که توسط استارشیپ و یه‌هوا در سال ۲۰۱۶ تشکیل شد.